# 長承
長承（）は、日本の元号の一つ。天承の後、保延の前。1132年から1135年までの期間を指す。この時代の天皇は崇徳天皇。

## 改元
- 天承2年8月11日（ユリウス暦1132年9月21日） 疫病・火事により改元
- 長承4年4月27日（ユリウス暦1135年6月10日） 保延に改元

## 長承期におきた出来事
『方丈記』によると長承年間にも飢饉があったことが「養和の飢饉」の項でふれられている。

## 西暦との対照表
※は小の月を示す。
| 長承元年（壬子） | 一月      | 二月※ | 三月  | 四月※ | 閏四月※ | 五月  | 六月※ | 七月※ | 八月  | 九月  | 十月    | 十一月※  | 十二月    |
| ---------------- | --------- | ----- | ----- | ----- | ------- | ----- | ----- | ----- | ----- | ----- | ------- | -------- | --------- |
| ユリウス暦       | 1132/1/20 | 2/19  | 3/19  | 4/18  | 5/17    | 6/15  | 7/15  | 8/13  | 9/11  | 10/11 | 11/10   | 12/10    | 1133/1/8  |
| 長承二年（癸丑） | 一月      | 二月※ | 三月  | 四月※ | 五月※   | 六月  | 七月※ | 八月※ | 九月  | 十月  | 十一月※ | 十二月   |           |
| ユリウス暦       | 1133/2/7  | 3/9   | 4/7   | 5/7   | 6/5     | 7/4   | 8/3   | 9/1   | 9/30  | 10/30 | 11/29   | 12/28    |           |
| 長承三年（甲寅） | 一月      | 二月  | 三月※ | 四月  | 五月※   | 六月※ | 七月  | 八月※ | 九月※ | 十月  | 十一月  | 十二月※  | 閏十二月  |
| ユリウス暦       | 1134/1/27 | 2/26  | 3/28  | 4/26  | 5/26    | 6/24  | 7/23  | 8/22  | 9/20  | 10/19 | 11/18   | 12/18    | 1135/1/16 |
| 長承四年（乙卯） | 一月      | 二月※ | 三月  | 四月※ | 五月    | 六月※ | 七月  | 八月※ | 九月※ | 十月  | 十一月※ | 十二月   |           |
| ユリウス暦       | 1135/2/15 | 3/17  | 4/15  | 5/15  | 6/13    | 7/13  | 8/11  | 9/10  | 10/9  | 11/7  | 12/7    | 1136/1/5 |           |